# ديفيد هيوز (كاتب)
ديفيد هيوز (بالإنجليزية: David Hughes)‏ هو كاتب وكاتب سيناريو بريطاني، ولد في 27 يوليو 1930 في ألتون ‏ في المملكة المتحدة، وتوفي في 11 أبريل 2005 في لندن في المملكة المتحدة.

## وصلات خارجية
- ديفيد هيوز على موقع IMDb (الإنجليزية)
- ديفيد هيوز على موقع قاعدة بيانات الفيلم (الإنجليزية)
- ديفيد هيوز على موقع كينوبويسك (الروسية)